# حشره‌خوار خاکستری گوش‌بزرگ
 حشره‌خوار خاکستری گوش‌بزرگ (نام علمی: Notiosorex evotis) نام یک گونه از سرده حشره‌خوار خاکستری است.